# 機動新世紀ガンダムX〜UNDER THE MOONLIGHT〜
『機動新世紀ガンダムX〜UNDER THE MOONLIGHT〜』（きどうしんせいきガンダムエックス アンダー ザ ムーンライト）は、角川書店発行の漫画雑誌『月刊ガンダムエース』で掲載された脚本・大島千歳、原画・赤津豊の漫画作品。アニメ『機動新世紀ガンダムX』を題材にした外伝作品である。

## 概要
これまで派生作品の無かったアニメ『機動新世紀ガンダムX』初の外伝作品。略称は「U･T･M」（単行本内対話集より）。物語はTVシリーズから9年後のアフターウォー (A.W.) 0024年を舞台にしたオリジナルストーリーで、直接的に繋がりのある「続編」ではない。なお、TVシリーズの登場人物はサンライズの意向により基本的に登場せず、わずかにプロローグや昔の話にて思しき人物（ザイデル・ラッソ、ランスロー・ダーウェルなど）が数コマ出ている程度である。
メカニックに関しては、本作オリジナルを中心にTV本編の機体も多く登場するが、デザイン協力の柳瀬敬之・石垣純哉の手により若干ディティールが変更されている点もある。また、ゲーム『SDガンダム GGENERATION』シリーズオリジナル機であるガンダムベルフェゴールも登場するが、あくまで本作で採用されただけでTV本編の設定を上書きするものではない。
なお、単行本の巻末に本作のキャラクターを用いた4コマ漫画も収録された。

## 物語
第8次宇宙戦争の後、新連邦政府とクラウド9政府の間での調停会議が行われた。その後、第7次宇宙戦争で中波したマイクロウェーブ中継衛星をA.W.0022年にサルベージする。発電衛星「BATEN」として改修を施し、慢性的なエネルギー不足を解消する術として管理・運用することになった。
2年後の A.W.0024年。クラウド9から地球に降りた少年リック・アレルと、バルチャー「ローザ・ローザ」を率いる少女ローザII世が、サルベージ勝負中に海底に沈んでいた輸送艦と漆黒の「ガンダムX」を発見。しかしローザ・ローザ内の裏切り者により窮地に陥る。
そんな中、ガンダムXを狙い、密かに暗躍する者達の姿があった。

## 登場人物

### メインキャラクター
リック・アレル
本作の主人公。クラウド9出身で、本編開始の1ヶ月前に地球に降りてきた。トレードマークであるゴーグルは、元々はリックの父・ベルクがリックの母にプレゼントした物。
グレーデンはニュータイプと睨んでいたが真偽は定かでない。
カイ
ガンダムXのコクピット内で冷凍睡眠していた少年。ガンダムベルフェゴールに搭乗する。料理が上手。皆からニュータイプと呼ばれているが、Nシステムによって付加された力なのか、元からニュータイプだったかのかは不明である。
冷凍睡眠を経ており、外見上はリックと対して変わらないが、実年齢は40前後。
ローザII世
本作のヒロインで、若くしてバルチャー艦「ローザ・ローザ」の代表を務める。搭乗機はGファルコン。
マナが名付けたあだ名は「貧乳メガネ」。エディンに捕まった際にNシステム制御のための生体部品として利用される。
マナ
漆黒のガンダムXを白く塗り替えた。実家はフォートセバーン市のMS修理屋だが、ノモア・ロングの暴走で街は焼けてしまった。ローザII世が名付けたあだ名は「エントツ頭」。
ガスパ
食品関係を取り扱う「ラッキースター」の一員。当初は冷酷なキャラクターだったが、次第にギャグ担当へ。
使用機体はジェニスガスパカスタムで、単行本第2巻の6ページ目にイラストがある。

### ミラージュ
ヴァイス・クライフ
バルチャー艦「ミラージュ」のキャプテン。左目の眼帯が特徴。元宇宙革命軍。
リン
乗組員。ガンダムエアマスターとガディールに搭乗する。リックの姉的存在。
ニィ
乗組員。姉妹揃ってショーで活躍。髪型はおさげ。
ミィ
乗務員。姉妹揃って甘い物が好き。髪型はポニーテール。
キィ
乗組員。姉妹揃ってドートレスに搭乗。髪型はツインテール。
レイコ
乗組員。無口な眼鏡っ子。パンダやウサギのヌイグルミを常に抱えている。
ジョージィ
メカニック。常にキャップ帽を被っている。

### 宇宙の眼
グレーデン
「宇宙の眼」のリーダー。ヒマラヤ級陸上戦艦と荷電粒子砲を操り、多数のバルチャーを撃破した。
左目に傷跡がある。元宇宙革命軍。
マルコ
バスターソードを担いだジェニスに搭乗。唯一カイと仲が良かった人物。カイのために盾となり、クラウダのビームカッターによって真っ二つにされた。ニュータイプに憧れていた。
ザッド
サングラスが特徴。ニュータイプのカイを嫌悪していた。
ガンダムベルフェゴールのダブルソニックスマッシュ砲に巻き込まれ死亡。
ディル
モミアゲと割れた顎が特徴。ダブルソニックスマッシュ砲に巻き込まれ死亡。
スラー
オールバックが特徴。
ユーリィ・スプローヴァ
「宇宙の眼」の首謀者。人前に出る時はサングラスを着用することが多い。アルテミス社の役員でBATEN委員会の会長代行。シルバー・ホライゾン計画を悪用し、クラウド9を破壊しようとした。
だが、部下であるはずのエディンに裏切られ、サテライトキャノンにより宇宙の塵となった。

### ブラック・ホーネット
ベルク・アレル
「ブラック・ホーネット」の隊長で、リックの父親。コーヒーに大量の角砂糖をいれる甘党。手は義手で、身体の大半を機械により補っているようだが、リックは義手であることすら知らなかった。MSの操縦もなかなかのもので、リックのガンダムXを軽く倒した。眼鏡と無精髭が特徴の中年男性。セインズアイランドアルテミス・エンジニアリング永久要塞（ブラック・ホーネット基地）の爆破の際に死亡。
エディン・ザッハ
「ブラック・ホーネット」の副隊長。ディクセン3号機X装備に搭乗する。
ベルクの部下だが、裏ではユーリィと繋がっており、ブラック・ホーネットを実質上乗っ取った。しかし、彼の真の目的は腐った世の中を自分の手で粛清することであり、計画を実行する寸前にユーリィを裏切り、「権力欲が強すぎるから」という理由で、船もろともサテライトキャノンで葬った。
シアン・リンデン
「ブラック・ホーネット」の一員。生まれた時から親も兄弟もおらず、任務が終わる度に褒めてくれたエディンのことが好きだったが、裏切られた過去を持つ。搭乗機はクラウダ、ディクセン、ガンダムベルフェゴール、ガディールと何でも乗りこなす。
変装時にはゴスロリの服と眼鏡、日傘を差していたがすぐに正体がばれた。魚を捕まえるのが苦手。
彼女のみ仔細なプロフィール設定が公表されている。
ヴァラルラン・ドー
「ブラック・ホーネット」の一員。ブラック・ホーネットをエリート部隊に育て上げた実績があり、その発言は一目置かれている。搭乗機はクラウダ、ディクセン、グランディーネとMAも使いこなす（ただし、ガンダムベルフェゴールのストライククローとダブルソニックスマッシュ砲は使えずリミットをかけた）。しかしMSの操縦技術についてはカイから「スペック頼りの力押し」と言われた。当初は長髪だったが、カイの粉塵爆発が元で短髪になった。バレッタからは「バラン」と呼ばれる。
サバル・ガンジェ
「ブラック・ホーネット」の前隊長。任務中の事故で死亡となっているが真相は不明。厳格な人物。名前のみ登場。

### バレッタ隊
バレッタ・ディレッタ
「バレッタ隊」のリーダー。自分達のことを掃除屋と言っている。搭乗機はバリエント、ディクセン。人質を取ったり、生身の人間にMSでねちねち攻撃する極悪人。仲間の命も自分の盾ぐらいにしか思っていない。服装はかなり露出しており、眼の周りを常に黒く塗っている。最後はMSの突撃を受け死亡。
ガーレン
髪型はおさげ。仲間の死を別に気にしない性格。ガンダムベルフェゴールのダブルソニックスマッシュ砲により死亡。
チャーリー
おかっぱ頭でオカマ口調。バレッタにはトンズラしたと言われていたが、上空でバーニアが壊れたMSに搭乗していたので死亡した可能性もある。
アッシュ
MS戦闘中に喫煙したり笑い転げたりする。そのせいかMSの腕をよく壊されている。弾倉に一発しか弾丸が入っていないロシアンルーレットにより死亡。

### その他
ビストン・マニーフィコ
元BATEN委員会会長。何故か大統領と呼ばれている。ベルク、ユーリィと結構知っている人が多い謎の人物。ジョージ・タウンに住んでいる。
クランシー
「ローザ・ローザ」の男。初老で執事風の格好をしている。
シェリル・ルース
バルチャー組合セインズアイランド本部の人間。少し口調が厳しい。喫煙者。
リックの母
本名不明。回想シーンのみに登場。リックの母でベルクの妻。コロニー風邪で死亡。
シャロン
エディンの妹。事故により既に亡くなっている。ローザII世が怪我をした時、エディンの錯覚により1コマ登場した。
ローザ・ローザ
バルチャー艦「ローザ・ローザ」の元艦長。原因は不明だが既に亡くなっている。Gファルコンをどこからか入手した人物。名前のみ登場。
ローザ・ローザの傭兵
ローレライの海のサルベージ対決の時に、バルチャー艦「ローザ・ローザ」に雇われていた。水中用MSドーシート・ガンダムレオパルドS-1仕様を使用する。出力30%のサテライトキャノンにより死亡。

## 登場兵器

### 旧地球連邦軍及び新地球連邦軍機
- GX-9900 ガンダムX

リックの乗機で、機体は黒色だったが白色に塗装される。途中で一時的にサテライトキャノンは取り外される。作中及び設定には機体の番号は記されていないのでこの機体の素性は不明である。
- GB-9700 ガンダムベルフェゴール

カイの乗機で、ニュータイプ研究所に埋もれていた。作中での直接的な言及は無いがブラック・ホーネットに接収された際にGXに近い白基調のカラーに塗り替えられた模様。
- GX-9901-DX ガンダムダブルエックス

冒頭と回想シーンにて2コマ登場。
- GW-9800 ガンダムエアマスター
- GT-9600 ガンダムレオパルド水中戦用
- DTM-7000 ドーシート
- DT-6800 ドートレス
- DT-6800 ドートレス改 黒色
- DT-6800W ドートレス・ウェポン
- DT-6800FA ドートレス・フライヤー
- DT-6800HMC DHMCワイズワラビー
- DT-6600 ドータップ水中型
- NRX-0013-CB ガンダムヴァサーゴ・チェストブレイク

冒頭に1コマ登場。
- NRX-0015-HC ガンダムアシュタロン・ハーミットクラブ

冒頭に1コマ登場。
- NR-001 バリエント掃除屋仕様
- NRMA-006 ガディール
- Gファルコン

ローザII世の乗機、「ローザ・ローザ」に1機格納されていた。

### 宇宙革命軍機
- RMS-006G ジェニスガスパカスタム
- RMS-006G ジェニス改 黒色
- RMS-009 セプテム宇宙の眼仕様機
- RMS-012-8 ディクセン・ホーネットブラックホーネット隊仕様機
- RMS-012-8 ディクセン・ホーネット X装備
- RMS-012-10 ディクセン・モードエックス
- RMS-019 クラウダ
- RMS-019 クラウダ ブラックホーネット隊仕様機
- MA-06 グランディーネ

TV本編の設定では「荷粒子砲」だが本作では「荷電粒子砲」に表記が変更されている。

### 戦艦及び飛行艇
- アルプス級陸上戦艦 「ミラージュ」

ヴァイス･クライフが率いるバルチャー艦。普段はクルーの少女達がニュータイプ雑技団として生計を立てている。
- ピレネー級陸上戦艦 「ローザ・ローザ」

先代ローザ・ローザからローザII世に引き継がれたバルチャー艦。セインズアイランドのギルドに加盟、地域保安管理の仕事を頼まれている。創業20年。
- ヒマラヤ級陸上戦艦

「宇宙の眼」の地上部隊の旗艦。荷電粒子砲を装備。
- アルプス級陸上戦艦 「アンダー ザ ムーンライト」

最終話に数コマ登場した。これからリックとローザII世が搭乗する戦艦。
- フォートセバーンタイプの飛行艇 「ブラック・ホーネット」
- 小型飛行艇 「バイオレット・エゴコーティデ」

## 関連用語
BATEN
第7次宇宙戦争に中破していたスーパーマイクロウェーブ中継衛星を、A.W.0022年にサルベージ。その後、TV本編の月面太陽発電施設と互換性のある発電衛星として改修を受け、新連邦とコロニー政府合同による管理委員会による運用が任せられた。以後、シルバーホライゾンと共に、地球で慢性化するエネルギー解決としての糸口として利用されることになる。
Nシステム
MSの仮面を模したマスクに内蔵されていた人体強化システム。一般人にニュータイプの能力を引き出させる他、殲滅任務の為の思考の単純効率化を図る洗脳機能も兼ね備えている。反面、不完全なシステムのため、副作用として脳細胞が蝕まれていく弊害もあった。最初はカイが着用していたがベルフェゴールとGXが戦闘した際に破損、その時グレーデンが持っていったが、エディンに強奪され修理を受けたものをローザII世の洗脳及びNT能力の強制発現に使用し、最後はエディン自身がビットディクセンを使用するために被る事になった。